# Buccochromis
Buccochromis (Gr.: „bucca“ = Backe, Wange + Chromis (Gattung von Riffbarschen, in der früher auch Buntbarsche beschrieben wurden)) ist eine Gattung afrikanischer Buntbarsche (Cichlidae). Sie kommen endemisch im Malawisee, im Malombesee und im oberen Shire in Ostafrika vor und leben dort als piscivore Raubfische.

## Merkmale
Buccochromis-Arten sind großköpfig und langgestreckt. Sie erreichen Körperlängen von 23 bis 41 cm. Das Maul ist mit zahlreichen, dicht beieinander stehenden Zähnen besetzt. Sie sind bei Jungfischen zweispitzig, bei ausgewachsenen Fischen einspitzig. Charakteristisch für die Gattung ist ein dunkler, mehr oder weniger gut sichtbarer Melaninstreifen der vom „Nacken“ bis zur Schwanzflossenbasis verläuft. Die Eiflecke auf der Afterflosse der Tiere sind einfach, ohne von der Färbung abweichende Umrandung. Die Geschlechter sind unterschiedlich gefärbt.
Wie die meisten Buntbarsche des Malawisees sind alle Buccochromis-Arten oviphile Maulbrüter. Sie kommen überwiegend über den Sandzonen vor und ernähren sich vor allem von kleineren Sandcichliden und von Jungfischen. Nur Buccochromis heterotaenia lebt an den Felsküsten und geht dort in Gruppen auf Nahrungssuche.

## Arten
Es gibt sieben Arten, die teilweise nur schwer voneinander zu unterscheiden sind.
- Buccochromis atritaeniatus (Regan, 1922)
- Buccochromis heterotaenia (Trewavas, 1935)
- Buccochromis lepturus (Regan, 1922)
- Buccochromis nototaenia (Boulenger, 1902) (Typusart)
- Buccochromis oculatus (Trewavas, 1935)
- Buccochromis rhoadesii (Boulenger, 1908)
- Buccochromis spectabilis (Trewavas, 1935)